# Sergiu Cipariu
Sergiu Cipariu (n. 16 decembrie 1949, Pănade, România – d. 6 ianuarie 2020, Orlat, Sibiu, România) a fost un taragotist român de muzică populară, din Mărginimea Sibiului.

## Discografie
- Mureș, Mureș, apă rece (1986)
- Bate vântul, iarba crește (1992)
- Pe Mureș și pe Târnavă (2000)

## Deces
Sergiu Cipariu a murit, la 70 de ani, de AVC.